# 二齿热带蛛
二齿热带蛛（学名：Artema atlanta）为幽灵蛛科热带蛛属的动物。分布于全热带、台湾本島以及中国大陸的广东等地，主要栖息于房屋墙角或顶棚下。